# Sarah Blaffer Hrdy
Sarah Hrdy née Blaffer le 11 juillet 1946 est une anthropologue, primatologue et sociobiologiste américaine, membre de l'Académie nationale des sciences américaine, professeur émérite d'anthropologie à l'université de Caroline-Davis. Elle a principalement contribué aux domaines de la psychologie évolutionniste et la sociobiologie.

## Biographie
Sarah Blaffer est né le 11 juillet 1946, à Dallas, au Texas. Elle a grandi à Houston. Elle a fait sa scolarité à l'école St. John.
Elle obtient un bachelor of arts avec la mention summa cum laude en 1969 au Radcliffe College (l'équivalent du Harvard College pour les femmes). Puis elle reçoit en 1975 un PhD en anthropologie d'Harvard.
Blaffer a rencontré Daniel Hrdy à Harvard. Ils se sont mariés en 1972 à Katmandou. Ils ont trois enfants. Deux filles, Katrinka (née en 1977), Sasha (née en 1982), et Niko (né en 1986).
Elle vit avec son mari dans le Nord de la Californie, où ils possèdent la plantation de noyers Citrona. Elle est professeur émérite d'anthropologie à l'Université de Californie à Davis, où elle participe toujours aux groupes d'études sur les comportements des animaux.

## Travaux et recherche
En 1999, Hrdy publie Les Instincts maternels (titre original : Mother Nature: A History of Mothers, Infants and Natural Selection). Elle propose de regarder l'instinct maternel et les comportements des mères envers leurs enfants sous l'angle de la psychologie évolutionniste et la sociobiologie. Selon Hrdy il n'y a aucun doute que les comportements d'une mère envers son enfant soient régis par des mécanismes biologiques, partagés avec les animaux et surtout les primates. Mais l'instinct maternel n'est pas décrit comme inné. Les mères, bien que prédisposées à un attachement envers leurs nouveau-nés, doivent constamment faire des compromis entre la qualité et la quantité "en pesant les meilleures actions possibles à la fois pour elle et son bébé". Elle soutient que les humains ont évolué pour vivre selon un mode d'organisation coopératif, ce qui les rend essentiellement incapables d'élever leur progéniture sans l'aide d'allomères (terme anthropologique qui désigne la parenté pouvant assurer le rôle de mère comme le père, les grands-parents, tantes ou frères et sœurs plus âgés, ainsi que les aides sans lien génétique, comme nounous, infirmières, et les gardes d'enfants). Ce concept d'allomaternage permet de confier l'enfant à une personne qui prendra soin de lui tout en laissant la mère avec plus de temps libre pour répondre à ses propres besoins. 

### Remise en question de l'instinct maternel
Elle montre l'importance de l'infanticide dans le monde animal (loups, souris, araignée, primates). Bien que cet acte soit le plus souvent perpétré par un mâle dominant, il est possible qu'une mère choisisse d'abandonner voire d'éliminer les plus faibles de sa portée, ou même un petit viable, si les conditions de pressions de l'environnement font que l'investissement dans ce petit est trop incertain et donc peu rentable. Elle montre que l'infanticide dans les sociétés humaines est aussi présent. Dans beaucoup de sociétés de cueilleurs-chasseurs (Yanomanis (Brésil), Kungs (Afrique du Sud)), ou de sociétés où le sex-ratio est déséquilibré (Chine 116 garçons pour 100 filles, Rajasthan (Inde) 400 garçons pour 100 filles), c'est une pratique courante.
L'abandon d'enfants est un autre phénomène, courant tout au long de l'Antiquité, du Moyen Âge, de la Renaissance, et toujours présent aujourd’hui.
L'ampleur de phénomène d'abandon et d'infanticide remet en question l'image de la mère naturellement poussée à sacrifier sa vie pour son nouveau-né.

### En français
- 2016 - Comment nous sommes devenus humains, Les origines de l'empathie (Mothers and Others: The Evolutionary Origins of Mutual Understanding, 2009), traduit par Marlène Martin, préface de Jean-Jacques Hublin, éditions l'Instant Présent,  (ISBN 9782916032634).
- 2002 - Les Instincts maternels (Mother Nature: A History of Mothers, Infants and Natural Selection, 1999), traduit par Françoise Bouillot. Choisi par Publisher's Weekly et par Library Journal comme un des meilleurs livres de 1999 et finaliste du PEN USA West 2000 Literary Award for Research Nonfiction. Prix Howells pour sa contribution exceptionnelle à l'Anthropologie biologique. Traduit en néerlandais, allemand, italien et portugais
- 2002 - La Femme qui n'évoluait jamais (The Woman that Never Evolved, 1981. Première édition en 1984 sous le nom de Des Guenons et des femmes, Essai de sociobiologie.

### En anglais
- 1972 - The Black-man of Zinacantan: A Central American Legend.
- 1977 - The Langurs of Abu: Female and Male Strategies of Reproduction.
- 1981 - The Woman that Never Evolved. (choisi par la New York Times Book Review comme l'un des meilleurs livres de l'année) (Traduit en japonais et en italien)
- 1984 - Hausfater, G. and S. Hrdy, eds. Infanticide: Comparative and Evolutionary Perspectives. Sélectionné par le journal Choice, de l'Association of College and Research Libraries comme "Livres scolaires exceptionnels" pour l'année 1984-1985.
- 2001 - The Past, Present, and Future of the Human Family. The Tanner Lectures on Human Values.
- 2005 - The 92nd Dahlem Workshop Report, Attachment and Bonding: A New Synthesis.
- 2009 - Mothers and Others: The Evolutionary Origins of Mutual Understanding
- 2010 - Myths, monkeys and motherhood: An intellectual autobiography. Dans le livre de Lee Drickamer and Donald Dewsbury (eds.), Leaders in Animal Behavior: The Second Generation. Cambridge: Cambridge University Press, pp. 343-344

## Récompenses et distinctions
- Guggenheim Fellow
- Membre de National Academy of Sciences
- Membre de American Academy of Arts and Sciences
- Membre de California Academy of Sciences
- University of California Panunzio award (honorant le travail et le service des contributions scientifiques remarquables depuis le départ à la retraite)
- NYT Notable Books of 1981, The Woman That Never Evolved
- Publisher's Weekly, "Best Books of 1999", Mother Nature
- Library Journal, "Best Books of 1999", Mother Nature
- Howells Prize for Outstanding Contributions to Biological Anthropology, Mother Nature